# مقاطعة بليموث (آيوا)
مقاطعة بليموث (بالإنجليزية: Plymouth County)‏ هي إحدى مقاطعات ولاية آيوا في الولايات المتحدة الأمريكية.